# Christof Ebert
Christof Ebert (* 1964 in Stuttgart) ist ein deutscher Informatiker, Fachbuchautor und Lehrbeauftragter an der Universität Stuttgart.

## Leben

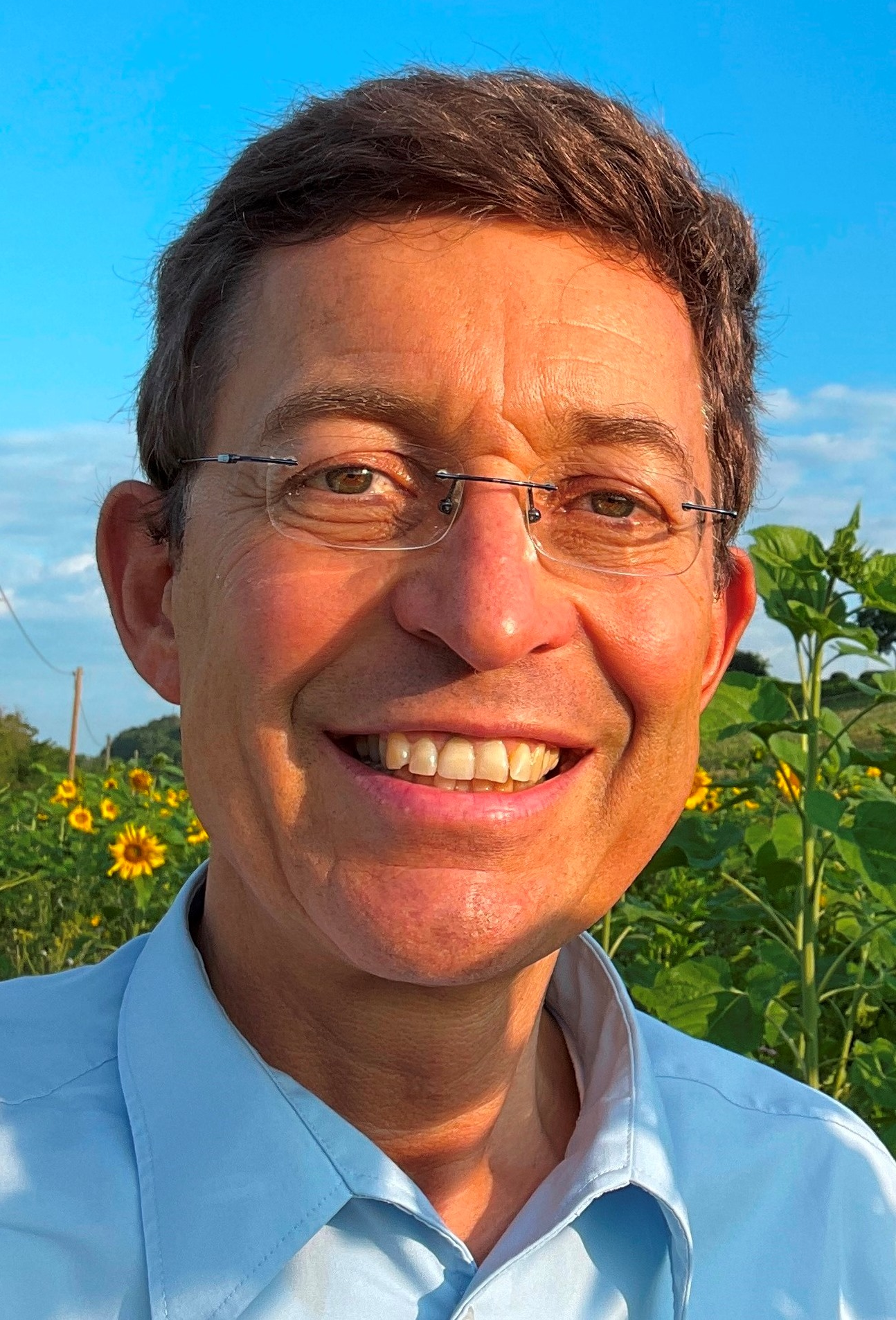
Christof Ebert

Christof Ebert studierte Elektrotechnik und Informatik von 1984 bis 1990 an der Universität Stuttgart sowie an der Kansas State University. 1994 promovierte er an der Universität Stuttgart über Komplexitätskontrolle in der Produktentwicklung. Seit 1994 arbeitete bei Alcatel, zuerst in Stuttgart, ab 1996 in Antwerpen und ab 2001 in Paris. Als Direktor im Bereich der Produktentwicklung hatte er die konzernweite Verantwortung für Softwareplattformen und Technologie. Für seine Ergebnisse zu Produktivität, Systems Engineering und Product-Lifecycle-Management wurde er zum Mitglied der Alcatel Technical Academy ernannt. 2006 gründete er die Vector Consulting Services, die er als Geschäftsführer leitet.
Ebert ist Lehrbeauftragter an der Universität Stuttgart sowie im Vorstand des Fachbereichs „Softwaretechnik“ der Gesellschaft für Informatik und verfasste verschiedene Fachbücher sowie einige wissenschaftliche Publikationen. Er ist in den Herausgeberkomitees von IEEE Software und dem Journal of Systems and Software und leitet die Konferenzserie IEEE International Conference on Global Software Engineering (ICGSE). Als IEEE Distinguished Visitor vertritt er die Schwerpunkte Requirements Engineering, Produktmanagement und Software Engineering.

## Werke
- Verteiltes Arbeiten kompakt. Springer, 2. Auflage, Heidelberg, 2020, ISBN 978-3-658-30243-6.
- Systematisches Requirements Engineering Dpunkt-Verlag, 6. Auflage, Heidelberg, 2019, ISBN 978-3-86490-562-9.
- Risikomanagement kompakt Springer, 2. Auflage, Heidelberg, 2013, ISBN 978-3-642-41047-5.
- Global Software and IT Wiley, New York, USA, 2011, ISBN 978-0-470-63619-0.
- mit Reiner Dumke: Software Measurement Springer, 2. Auflage, New York, 2007, ISBN 978-3-540-71648-8.
- Outsourcing kompakt Springer / Spektrum Akademischer Verlag, Heidelberg, 2005, ISBN 3-8274-1645-0.
- mit Reiner Dumke: Software-Metriken in der Praxis Springer, Heidelberg 1996, ISBN 3-540-60372-7.